# Una sposa per due
(Germaine Stacy)
Una sposa per due (If a Man Answers) è un film commedia del 1962 diretto dal regista Henry Levin.
La trama è tratta dal romanzo di Winifred Wolfe Un matrimonio perfetto.

## Trama
Chantal Stacy è una ragazza molto carina con un fare molto particolare, dovuto in gran parte all'influenza della madre di origini francesi. Il padre invece è un americano purosangue molto impettito, di Boston. Il desiderio del padre è che Chantal si sposi, in modo da poter dormire tranquillo, senza più preoccuparsi se la figlia rincasa tardi, ma la ragazza, corteggiatissima, non sa decidersi tra i pretendenti. Un giorno John Stacy annuncia che la famiglia si deve trasferire a New York.
Chantal prende la notizia come l'annuncio di un nuovo territorio di caccia dove trovare un uomo da sposare. Già nei primi tempi la ragazza trova il candidato ideale: Eugenio Wright, di professione fotografo. Inizia così un corteggiamento che spinge Eugenio a dichiararsi e a sposare la bella Chantal. Purtroppo il maritino non è abituato al genere di vita matrimoniale ed inizia a trascurare la moglie a causa del lavoro.
Chantal si rivolge alla madre per un consiglio e la furba parigina consegna alla figlia un libretto su come addestrare un cane. Sulle prime la ragazza si rifiuta di accostare la figura del marito con l'animale, ma successivamente inizia a provare qualche suggerimento: chiamare sempre facendo sottintendere che se si risponde ci sarà un premio, fare sempre i complimenti, far credere di poter andare dove vuole per poi indirizzarlo nel luogo desiderato e la cosa funziona.
In effetti il rapporto matrimoniale migliora moltissimo (ragionandoci Chantal capisce che anche lei si è adeguata al matrimonio) ma quando Eugenio scopre di essere stato addestrato come un cane, l'armonia conquistata va in pezzi. Nuovamente la madre Germaine suggerisce alla figlia di inventarsi un amante per far ingelosire il marito, dicendogli comunque sempre che l'uomo non esiste, in modo che a Eugenio vengano dei dubbi. Il ragazzo invece prende la moglie in contropiede presentando un uomo di mezza età come il fantomatico amante, facendo ritorcere l'inganno contro Chantal. In realtà l'uomo è il suocero e quando lo scopre la ragazza torna a casa dai genitori. Ma non si può stare lontani dall'amore soprattutto con un bimbo in arrivo...

## Colonna sonora
Sono due le canzoni scritte, musicate e cantate da Bobby Darin per questo film: If a Man Answers e A True, True Love.

## Riconoscimenti
1963 - Nomination ai Golden Globe per la miglior commedia e il miglior attore non protagonista per Cesar Romero, Nomination ai Golden Laurel per la miglior performance attrice in commedia Sandra Dee.